# 2093
Năm 2093. Trong lịch Gregory, nó sẽ là năm thứ 2093 của Công nguyên hay của Anno Domini; năm thứ 93 của thiên niên kỷ thứ 3 và của thế kỷ 21; và năm thứ tư của thập niên 2090.